# McRae, Georgia
McRae är en stad (city) i Telfair County, i delstaten Georgia, USA. Enligt United States Census Bureau har staden en folkmängd på 5 612 invånare (2011) och en landarea på 11,2 km². McRae är huvudort i Telfair County.